# Derrick Harmon (Boxer)
Derrick Harmon (* 21. Januar 1970 in Evanston (Illinois) als Curtis Derrick Harmon) ist ein ehemaliger Boxer, dessen größter Erfolg der Gewinn des NABF-Titels im Halbschwergewicht war. In dieser Gewichtsklasse erlangte Harmon zudem eine gewisse Popularität, als er gegen Roy Jones bzw. Dariusz Michalczewski um die Weltmeistertitel der WBA, WBC, IBF bzw. WBO kämpfte.

## Karriere
Derrick Harmon gab am 27. August 1993 sein Profidebüt im Halbschwergewicht. Dabei gewann der Rechtsausleger in Countryside (Illinois) durch Technischen K. o. in der ersten Runde gegen seinen Landsmann Vernand Wright, der bis dato seine beiden einzigen Profikämpfe verloren hatte. Auch in den anschließenden Aufbaukämpfe triumphierte Harmon, wobei er teilweise das vorgeschriebene Gewichtslimit des Halbschwergewichts überschritt.
Wegen seines aggressiven Kampfstils machte Harmon schnell auf sich aufmerksam und bekam die Möglichkeit, seinen Landsmann Kenny Bowman um den sportlich eher unbedeutenden NABF-Titel herauszufordern. Den am 19. Juni 1998 in Atlantic City, New Jersey durchgeführten Kampf gewann Harmon durch K. o. in der zweiten Runde. Anschließend legte er seinen Titel nieder und bestritt zwei weitere siegreiche Kämpfe gegen Reggie Strickland und Gilberto Brown, bei denen er mit etwas mehr als 80 Kilogramm das zulässige Höchstgewicht im Halbschwergewicht erneut nicht einhielt.
Am 3. April 1998 erlitt Harmon in seinem 18. Profikampf die erste Niederlage seiner Profi-Karriere, als er sich in Las Vegas dem als sportlich mittelmäßig eingestuften Greg Wright nach zehn Runden knapp nach Punkten geschlagen geben musste. Gegen seinen gleichaltrigen Landsmann – in 22 Profikämpfen bereits fünfmal unterlegen – wurde Harmon zu keinem Zeitpunkt seiner Favoritenrolle gerecht, wobei er auch aus den angeblichen schwachen Nehmerfähigkeiten des Gegners keinen Vorteil ziehen konnte. Am Ende votierten zwei der drei Punktrichter gegen Harmon.
Nach dieser Niederlage gewann Harmon gegen Ray Berry durch einen einstimmigen Punktsieg über zwölf Runden den vakanten WBC Continental Americas-Titel im Halbschwergewicht, den er allerdings ohne eine einzige Titelverteidigung niederlegte. Nach zwei weiteren siegreichen Kämpfen u. a. im Cruisergewicht durfte Harmon mit Roy Jones den Weltmeister der WBA, IBF und WBC herausfordern. Als Austragungsort des zum 24. Februar 2001 angesetzten Kampfes wurde Tampa, Florida bestimmt. Bereits die Aufteilung der Kampfbörse – Harmon kassierte 350.000 US-Dollar, Jones bekam vier Millionen US-Dollar – spiegelte die klare Rollenverteilung wider, nach der Harmon nach Ansicht vieler Experten als klarer Außenseiter galt. Am Ende besaß er gegen den Topfavoriten, zu diesem Zeitpunkt auch Gewichtsklassenübergeifend einer der weltweit besten Boxer, erwartungsgemäß keine echte Siegchance. Bevor Harmon nach der zehnten Runde aufgrund eines Trommelfellrisses aufgab, hatte er der Schnelligkeit seines Gegners kaum etwas entgegenzusetzen gehabt, obwohl dieser bei seinen Angriffen nach Meinung vieler Beobachter die letzte Konsequenz hatte vermissen lassen.
Im Dezember 2001 gewann Harmon gegen Demetrius Jenking zum zweiten Mal den WBC Continental Americas-Titel, erneut durch einstimmigen Punktsieg über zwölf Runden. Nach einem weiteren Sieg über Glen Johnson in einem Nicht-Titelkampf – Harmon brachte dabei zum wiederholten Male nicht das Halbschwergewichtslimit – verlor er seinen Gürtel im Juli 2002 gegen Montell Griffin durch einstimmige Punktniederlage. Nach seiner mittlerweile dritten Niederlage kämpfte Harmon wieder im Cruisergewicht, wo er Tim Littles bei dessen Comeback nach über sechs Jahren Ringabstinenz durch Technischen K. o. in der zweiten Runde besiegte. Rund fünf Monate später eröffnete sich für Harmon wiederum im Halbschwergewicht die Chance, WBO-Weltmeister Dariusz Michalczewski herauszufordern. Gegen den in 47 Kämpfen ungeschlagenen Titelverteidiger ging Außenseiter Harmon in der zehnten Runde das erste Mal in seiner Karriere K. o. Obwohl er selbst ebenfalls wirkungsvolle Treffer anbringen konnte, schien Harmon nicht zuletzt auch durch das „Abkochen“ von drei Kilogramm Körpergewicht innerhalb der letzten 24 Stunden vor dem Kampf zusätzlich geschwächt.
Neun Monate nach seinem zweiten missglückten Angriff auf einen WM-Titel forderte Harmon den Jamaikaner O’Neil Bell um den NABF-Titel im Cruisergewicht heraus, wobei er durch Technischen K. o. in Runde acht verlor. Harmon startete anschließend wieder eine Gewichtsklasse tiefer und besiegte im Mai 2004 seinen Landsmann David Telesco, bevor er sich vorläufig aus dem aktiven Ringgeschehen zurückzog. Nach einem Jahr gab Harmon sein Comeback, als er im Mai 2005 dem WBA-Fedelatin-Titelträger im Halbschwergewicht, Jorge Fernando Castro gegenüberstand. Gegen den mit 141 Kämpfen wesentlich erfahreneren Argentinier wurde Harmon nach drei Niederschlägen in der siebten Runde aus dem Kampf genommen. Nach einer weiteren einjährigen Kampfpause besiegte Harmon im Mai 2006 Vincent Harris in einem Aufbaukampf im Cruisergewicht, um sich anschließend für weitere zwei Jahre erneut zurückzuziehen. Ein missglückter weiterer Comebackversuch gegen Michael Simms im Mai 2008 bedeutete für Derrick Harmon das endgültige Ende seiner Box-Karriere.